# Épistémologie de la mesure
Pour les articles homonymes, voir Mesure.
La mesure, ou, plus rigoureusement, le mesurage, est une opération qui associe une qualité donnée d'un phénomène à un nombre — la mesure — et à une unité conventionnelle appropriée à cette qualité, par une série d'opérations que définit la méthode expérimentale. Cette opération fait partie des fondements de la démarche scientifique.
L'épistémologie pose les questions de la nature des connaissances qu'on peut acquérir par ce moyen et des méthodes utilisées pour les obtenir. Tout modèle mathématique se réfère à des mesures. La question de la validité du passage de la mesure, affectée d'une incertitude et d'une précision limitée, aux grandeurs mathématiques idéalement continues et précises, est un élément de cette mise en question, tout comme la démarche analytique qui décompose les phénomènes en grandeurs mesurables pour en déduire une série de relations partielles.
Dans beaucoup de domaines où interviennent des échanges, qu'ils soient scientifiques ou commerciaux, il ne saurait y avoir de consensus sans un accord sur la mesure qui inclue sa méthode et ses unités.

## Conceptions de la mesure

### Opérationnisme et réalisme
Deux doctrines président à la conception de la mesure et de son rapport à la connaissance.
OpérationnismeL'opérationnisme ou opérationnalisme définit la mesure comme le résultat d'une suite reproductible d'opérations. Par exemple, le plus faible nombre de graduations de la chaîne d'arpenteur tirée entre deux points définit la distance au sol. Qu'on obtienne une évaluation proche avec un odomètre, un télémètre, par triangulation confirme la validité des rapports que les théories ont établi entre ces mesures différentes.
RéalismeLe réalisme épistémologique fait remarquer que l'établissement de la procédure de mesure suppose une expérience sensible préalable. Avant d'être des mesures, l'objet de la pensée humaine dérive de sensations répétées, formant des notions d'abord imprécises. L'existence réelle des objets de la mesure, c'est-à-dire de qualités que l'on peut comparer — comme la longueur — est implicite, mais nécessaire. La mesure est alors un moyen de fournir une explication des phénomènes que l'on constate, de vérifier la cohérence de notre représentation, de s'assurer en reproduisant le mesurage que la représentation est commune.

### De l'erreur de mesureà l'incertitude
Ces deux conceptions utilisent un même langage métrologique. Tout résultat d'un mesurage concret est quantifié — il est pris dans un ensemble fini de valeurs possibles. Lorsqu'on peut augmenter suffisamment la résolution de l'échelle de mesure — en améliorant un instrument, en multipliant les possibilités de réponse à un questionnaire, on arrive à une situation où chaque procédure de mesurage aboutit à une mesure différente. On va appliquer une nouvelle procédure, de nature statistique, pour faire la synthèse des résultats bruts, qui est, du point de vue mathématique, une distribution de nombres entiers. Cette synthèse s'exprime généralement par un nombre qui exprime la valeur type, et un autre qui indique l'intervalle de confiance.
Au cours du XXe siècle, la conception courante de la mesure a progressivement changé. On considérait classiquement qu'une grandeur avait une valeur vraie, nombre réel cohérent avec une théorie connue ou à découvrir, tandis que les résultats d'un mesurage étaient entachés d'une erreur, avec deux composantes. L'erreur systématique serait celle que produit la procédure elle-même et qu'on ne sait pas corriger (par exemple, étalonnage imparfait ou défaut de linéarité  de l'instrument). On suppose que l'erreur aléatoire se répartit suivant une loi normale.
Cette conception a été abandonnée, au profit de la notion, plus statistique, de l'incertitude. Cette différence a pris de plus en plus d'importance avec l'amélioration de la précision des instruments, de la rapidité du mesurage, qui permet de produire beaucoup de résultats, et de plusieurs évolutions théoriques en mathématique. La notion de hasard, de variation aléatoire, a subi un examen critique sévère, qui a montré que pour être imprévisibles, de nombreuses variations ne suivaient pas la loi de Gauss, qui suppose que chaque événement est indépendant des précédents. L'importance accrue des ordinateurs n'a pas seulement produit des myriades de données numériques, elle a amené un renouveau des mathématiques discrètes. Le calcul infinitésimal, à la base de la notion de nombre réel, suppose les grandeurs continues. La physique quantique a montré que ce n'était pas le cas. Le principe d'incertitude, énoncé pour les particules, s'applique aussi à la description temporelle ou fréquentielle de l'évolution d'une variable.